# Vásárlói elégedettség
A vásárlói elégedettség a marketing egyik alapfogalma, amely az ügyfélélmény mérésére szolgál. Megmutatja, hogy a vállalat által kínált termékek és szolgáltatások mennyire felelnek meg, vagy haladják meg a vásárlók elvárásait. Az ügyfél-elégedettséget úgy határozhatjuk meg, mint azon ügyfelek száma vagy a teljes ügyfélkör százalékos aránya, akiknek a vállalattal, annak termékeivel vagy szolgáltatásaival kapcsolatos tapasztalatai (értékelései) meghaladják a meghatározott elégedettségi célokat A vevői elégedettség növelése és a vásárlói hűség erősítése kulcsfontosságú minden vállalkozás számára, hiszen a vásárlói magatartás egyensúlyának javítása elengedhetetlen a hosszú távú sikerhez.
Az Elvárás-Kiigazítás Elmélete (Expectancy Disconfirmation Theory) a legszélesebb körben elfogadott elméleti keret a vevői elégedettség magyarázatára. Ugyanakkor más elméleti megközelítések, például az Egyenlőség Elmélete (Equity Theory), az Attribúciós Elmélet (Attribution Theory), a Kontrasztelmélet (Contrast Theory) és az Asszimilációs Elmélet (Assimilation Theory) szintén segítenek a vásárlói elégedettség megértéséhez. Azonban a hagyományosan alkalmazott elégedettségi felméréseket számos torzító tényező befolyásolja, például a társadalmi elvárásoknak való megfelelés, a hozzáférhetőségi heurisztika, a memória korlátai, a válaszadáskori hangulat, valamint a vásárlói élmény érzelmi, tudattalan és dinamikus jellege. 
A Marketing Accountability Standards Board, egy független, magánszektorbeli, önkormányzati szervezet, amely akadémikusokból és gyakorlati szakemberekből áll, támogatja a Marketing Metrics című műben megfogalmazott meghatározásokat, célokat és mérőszámokat, amelyek a közös marketingnyelv kialakítását célzó projekt részét képezik.
Egy közel 200 vezető marketingmenedzser körében végzett felmérés szerint 71% úgy véli, hogy a vevői elégedettség mérőszáma kiemelten hasznos eszköz vállalkozásuk irányításában és ellenőrzésében.
A vevői elégedettséget kulcsfontosságú teljesítménymutatóként tartják számon az üzleti világban, és gyakran a Balanced Scorecard módszer részét képezi. Egy versenyorientált piacon, ahol a vállalatok az ügyfelek kegyeiért versengenek, a vevői elégedettség egyre inkább meghatározó versenyelőnnyé válik, és napjainkban már az üzleti stratégia alapvető elemének számít.

## Cél

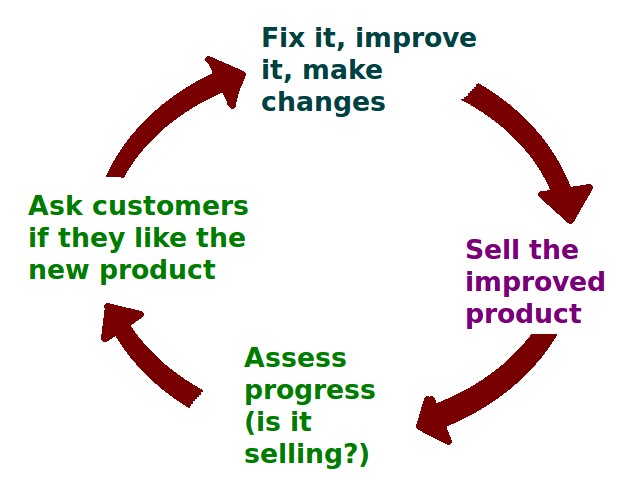
Egy vállalkozás ideális esetben folyamatosan visszajelzést kér az ügyfelek elégedettségének javítása érdekében.

A vevői elégedettség kulcsfontosságú előrejelzője a fogyasztói vásárlási szándékoknak és lojalitásnak. Továbbá, a piac megítélésének egyik leggyakrabban gyűjtött mutatója. A Marketing Metrics szerzői szerint a fő felhasználási területük kettős:
1. "A szervezeteken belül ezeknek az adatoknak a gyűjtése, elemzése és terjesztése azt üzeni, hogy fontos az ügyfelekkel való törődés, és annak biztosítása, hogy pozitív tapasztalatokat szerezzenek a cég termékeivel és szolgáltatásaival kapcsolatban."
2. "Bár az eladások vagy a piaci részesedés jelezheti, hogy egy cég milyen jól teljesít jelenleg, az elégedettség talán a legjobb mutatója annak, hogy a cég ügyfelei mennyire valószínű, hogy további vásárlásokat hajtanak végre a jövőben . Sok kutatás foglalkozik a vevői elégedettség és a megtartás közötti kapcsolattal. A tanulmányok azt mutatják, hogy az elégedettség következményei a legerősebben a szélsőségeknél jelentkeznek."

Azok az egyének, akik egy 5 fokú skálán az elégedettségi szintjüket ötösként értékelik, nagy valószínűséggel visszatérő vásárlókká válnak, sőt akár a vállalat szószólóivá is lehetnek. Az elégedettséggel kapcsolatos másik fontos mérőszám az ajánlási hajlandóság. Ezt a mutatót úgy határozzák meg, mint a felmérésben részt vevő vásárlók azon százalékát, akik jelezték, hogy ajánlanák a márkát barátaiknak. Egy korábbi ügyfél-elégedettségi tanulmány szerint, ha egy vásárló elégedett egy termékkel, akkor azt gyakran ajánlja barátainak, rokonainak és kollégáinak. Ez jelentős marketingelőnyt jelenthet. Faris és munkatársai szerint ezzel szemben azok az egyének, akik elégedettségi szintjüket egyesként értékelik, valószínűleg nem térnek vissza. Továbbá árthatnak a vállalatnak azáltal, hogy negatív megjegyzéseket tesznek róla a lehetséges vásárlók körében. Kijelenthető, hogy az ajánlási hajlandóság kulcsfontosságú mérőszám az ügyfél-elégedettséggel kapcsolatban.

## Elméleti alap
A téma szakirodalmában az ügyfélelégedettség előzményeit különböző nézőpontokból vizsgálják. Ezek a nézőpontok a pszichológiai és a fizikai tényezőktől a normatív megközelítésig terjednek. Ugyanakkor a szakirodalom nagy részében a kutatás két alapvető aspektusra összpontosít:  a vásárlás vagy a termék használata előtti elvárásokra, valamint  a termék tényleges kipróbálása utáni tapasztalatokra.
A vásárlók termékkel kapcsolatos elvárásai befolyásolják, hogy szerintük hogyan fog teljesíteni a termék. Úgy tartják, hogy a fogyasztóknak különféle „típusú” elvárásaik vannak, amikor véleményt formálnak egy termék várható teljesítményéről. Miller (1977) négyféle elvárást írt le: ideális, elvárt, minimálisan tolerálható és kívánatos elvárásokat. Day (1977) pedig más típusú elvárásokat emelt ki, többek között az árakkal, a termék jellegével, az előnyökkel és a társadalmi értékkel kapcsolatosakat.
Úgy tartják, hogy a vásárlók korlátozott számú norma és tulajdonság alapján ítélik meg a termékeket. Olshavsky és Miller (1972), valamint Olson és Dover (1976) úgy tervezték meg kutatásaikat, hogy manipulálták a termékek tényleges teljesítményét, és céljuk az volt, hogy kiderítsék, miként befolyásolják az elvárások az észlelt teljesítményértékeléseket. Ezek a tanulmányok kizárták azokat a vitákat, amelyek az elvárások és az észlelt teljesítmény közötti különbségek magyarázatára irányultak.
Egyes kutatások során a tudósok meg tudták állapítani, hogy a vevői elégedettségnek erős érzelmi, azaz érzelmi összetevője van.  Megint mások azt mutatják, hogy a vevői elégedettség kognitív és affektív összetevői idővel kölcsönösen befolyásolják egymást, és meghatározzák az általános elégedettséget. 
Különösen az idő múlásával elfogyasztott tartós fogyasztási cikkek esetében hasznos a vevői elégedettség dinamikus perspektívája. Dinamikus perspektívában a vevői elégedettség idővel fejlődhet, ahogy az ügyfelek ismételten használnak egy terméket vagy interakcióba lépnek egy szolgáltatással. Az egyes interakciók során tapasztalt elégedettség (tranzakciós elégedettség) befolyásolhatja az általános, kumulatív elégedettséget. A tudósok kimutatták, hogy nem csak az általános vásárlói elégedettség, hanem az ügyfelek hűsége is az idő múlásával fejlődik. 

### A visszautasítási modell
„A diszkonfirmációs modell a vásárlók [elvárásai] és az általuk észlelt [teljesítmény] értékelése közötti összehasonlításon alapul. Konkrétan, egy egyén elvárásai megerősítést nyernek, amikor a termék a várakozásoknak megfelelően teljesít. Negatív megerősítésről beszélünk, ha a termék a vártnál gyengébben teljesít. A diszkonfirmáció pozitív, amikor a termék túlteljesíti az elvárásokat (Churchill & Suprenant, 1982). A hagyományos diszkonfirmációs paradigma négy alapkategóriából áll: elvárások, teljesítmény, diszkonfirmáció és elégedettség.” 
„Az elégedettség a vásárlás és használat eredményeként értelmezhető, amely a vásárlók által várt jutalmak és a vásárlással járó költségek összehasonlításából ered, az előzetesen feltételezett következmények tükrében. Gyakorlati szinten az elégedettség hasonlít a hozzáálláshoz, mivel a termék egyes jellemzőivel való elégedettségek összegzéseként is értékelhető.” 
„A szakirodalomban kognitív és affektív elégedettségmodellek is kialakításra kerültek, és ezeket alternatív megközelítésekként is figyelembe veszik (Pfaff, 1977). Churchill és Suprenant 1982-ben különböző tanulmányokat értékeltek a témában, és a diszkonfirmációs folyamatot az alábbi ábra segítségével foglalták össze:” 

## Felépítés

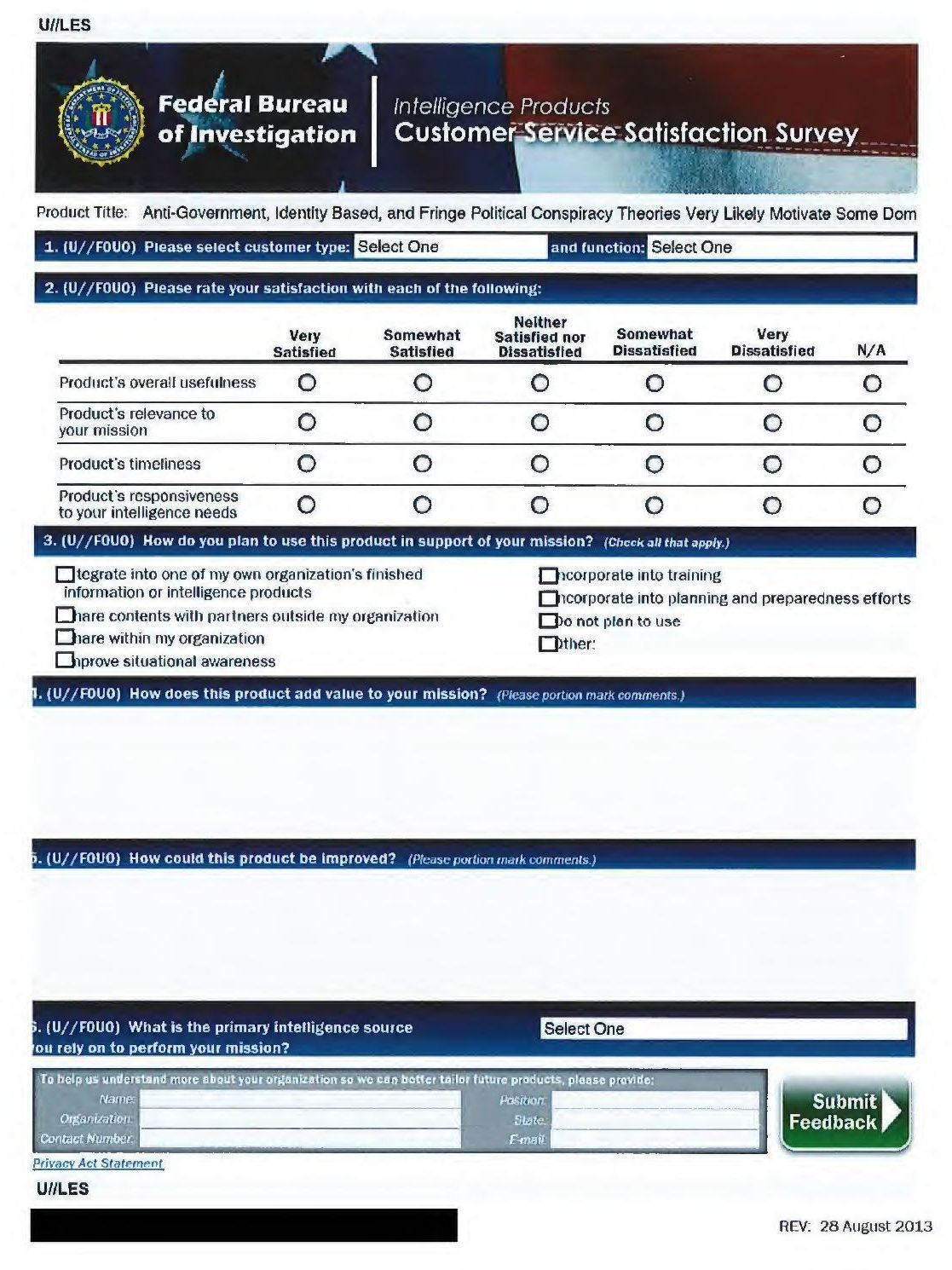
Négy tételből álló hatpontos ügyfélszolgálati elégedettségi űrlap

A szervezeteknek meg kell tartaniuk meglévő ügyfeleiket, miközben a potenciális, még nem vásárló célcsoportokat is meg kell célozniuk. Az ügyfél-elégedettség mérése jelzést ad arról, hogy a szervezet mennyire sikeres a termékek és/vagy szolgáltatások piacra történő biztosításában.
„Az ügyfél-elégedettséget egyéni szinten mérik, de szinte mindig összesített szinten jelentik. Az elégedettséget különböző dimenziók mentén is lehet – és gyakran szokás – mérni. Egy szálloda például megkérheti a vendégeit, hogy értékeljék a recepció és a bejelentkezés szolgáltatásait, a szobát, a szobában található felszereltséget, az éttermeket és így tovább. Emellett átfogó értelemben is érdeklődhet a szálloda az iránt, hogy a vendég mennyire volt elégedett 'az ott-tartózkodásával összességében'.”
Ahogy a fogyasztási élmények kutatása egyre bővül, a bizonyítékok arra utalnak, hogy a fogyasztók az árukat és szolgáltatásokat a hedonikus és utilitárius előnyök kombinációja alapján vásárolják. A hedonikus előnyök a termék érzékszervi és élményi tulajdonságaival kapcsolatosak. A termék utilitárius előnyei pedig a termék praktikus és funkcionális jellemzőihez kapcsolódnak.
A vevői elégedettség egy kétértelmű és elvont fogalom, és az elégedettség állapotának tényleges megnyilvánulása személyenként és termékenként/szolgáltatásonként változik. Az elégedettség állapota számos pszichológiai és fizikai változótól függ, amelyek korrelálnak az elégedettségi viselkedéssel, mint például a megtérülés és az ajánlási aránnyal. Az elégedettség szintje változhat a vásárló egyéb lehetőségeinek és egyéb termékeknek a függvényében is, amelyekkel a vásárló összehasonlíthatja az adott eladó termékeit.
Parasuraman, Zeithaml és Berry (Leonard L.) 1985 és 1988 között végzett munkája alapot ad a vevői elégedettség mérésére szolgáltatás esetén, a vásárló teljesítményre vonatkozó elvárásai és a tapasztalt teljesítmény közötti különbség alapján. Ez lehetővé teszi a mérő számára egy olyan elégedettségi "rés" meghatározását, amely objektív és kvantitatív jellegű. Cronin és Taylor munkája javasolja a "megerősítés/megcáfolás" elméletét, amely a Parasuraman, Zeithaml és Berry által leírt "rés" két különböző mérőszám (a teljesítmény percepciója és elvárása) egyesítésével egyetlen mérőszámmá alakítja, amely így a teljesítmény és az elvárás közötti viszonyt méri.
A vevői elégedettség szokásos mérőszámai közé tartozik a Likert-skála segítségével végzett felmérés, ahol ügyfelet arra kérik, hogy értékelje az egyes állításokat a mért szervezet teljesítményével kapcsolatos észlelései és elvárásai alapján. 
A jó minőségű mérőeszközök esetében fontos, hogy magas elégedettségi faktorral rendelkezzenek, megbízhatóak legyenek, és alacsony hibavarianciával működjenek. Egy empirikus kutatás, amely a leggyakrabban használt elégedettségmérő eszközöket hasonlította össze, kimutatta, hogy két többelemes szemantikus differenciálskála teljesített a legjobban mind hedonikus, mind utilitárius szolgáltatásfogyasztási kontextusban.
Wirtz és Lee (2003)] tanulmánya szerint egy hat tételből álló, 7 fokú szemantikus differenciálskála, vagyis egy hat tételes, 7 fokozatú bipoláris skála következetesen a legjobban teljesített mindkét szolgáltatástípus esetében. Ez a skála mutatta a legmagasabb faktorbetöltést az elégedettség dimenziójára, a legnagyobb tétel-megbízhatóságot, és messze a legalacsonyabb hibavarianciát mindkét vizsgálatban. A kutatás során a válaszadókat arra kérték, hogy értékeljék legutóbbi tapasztalataikat ATM szolgáltatásokkal és fagylaltozóval kapcsolatban a következő hat tétel mentén, mindegyiknél hétfokozatú skálán: „örömet okozott – undort keltett”, „elégedett voltam – undorodtam tőle”, „nagyon elégedett – nagyon elégedetlen”, „jó munkát végzett – rossz munkát végzett”, „bölcs választás – rossz választás” és „boldog voltam – boldogtalan voltam”.
A második legjobban teljesítő mérőeszköz egy négy tételből álló szemantikus differenciálskála volt , amely szintén 7 fokozatú bipoláris skála. Ez a skála is következetesen jól teljesített mindkét kontextusban. A vizsgálat során a válaszadóknak a következő négy tétel mentén kellett értékelniük élményeiket, szintén hétpontos skálán: „elégedett – elégedetlen”, „kedvező – kedvezőtlen”, „kellemes – kellemetlen”, és „nagyon tetszett – egyáltalán nem tetszett”.
A harmadik legjobb skála egy egytételes százalékos mérés volt, amely szintén egy 7 fokozatú bipoláris skála. A válaszadókat ebben az esetben is arra kérték, hogy értékeljék tapasztalataikat az ATM szolgáltatásokkal és a fagylaltozóval kapcsolatban a „el voltam ragadtatva – szörnyű volt” skála mentén.
Végül, minden vizsgált mérőeszköz képes volt megragadni az elégedettség affektív és kognitív aspektusait is, függetlenül a skálák horgonyaitól (végpontjaitól).
Az affektív mérőeszközök a fogyasztó termék iránti attitűdjét (tetszés vagy nemtetszés) ragadják meg, amely bármilyen termékinformációból vagy tapasztalatból fakadhat.
Ezzel szemben a kognitív elem egy értékelés vagy következtetés arra vonatkozóan, hogy a termék teljesítménye hogyan viszonyult az elvárásokhoz (megfelelt, túlteljesítette vagy elmaradt azoktól), hasznos volt-e (vagy sem), illeszkedett-e a helyzethez (vagy sem), illetve túlteljesítette-e a helyzet követelményeit (vagy sem).

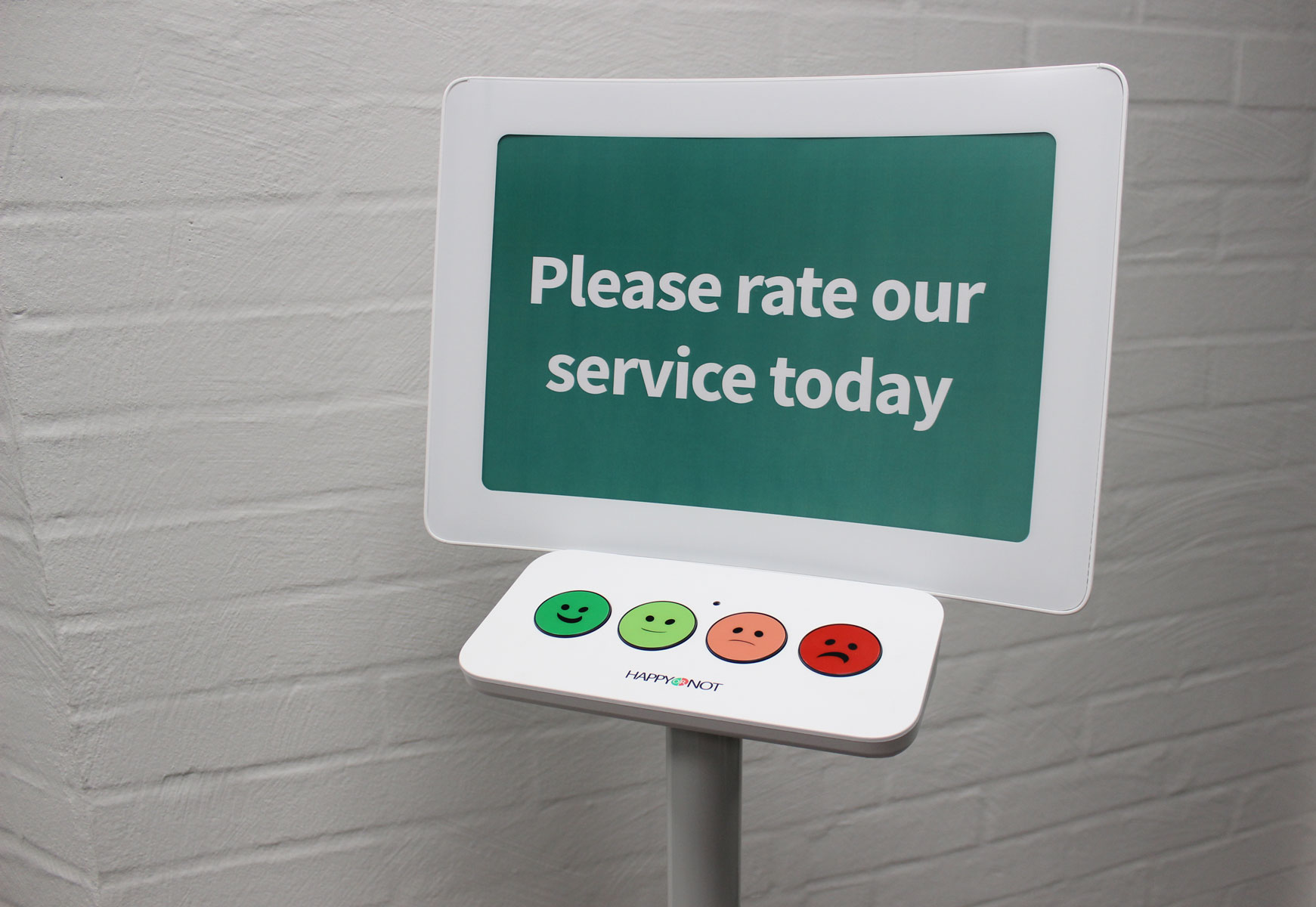
A HappyOrNot ügyfél-elégedettségi visszajelző terminál egy egytételes, négyfokozatú mérőeszköz, amelyet gyakran használnak üzletekben, reptereken, egészségügyi intézményekben és más szolgáltatási környezetekben, hogy azonnali, egyszerű visszajelzést gyűjtsenek az ügyfelektől

A legfrissebb kutatások szerint a legtöbb kereskedelmi alkalmazásban – például amikor vállalatok ügyfélfelméréseket végeznek – egy egytételes általános elégedettségi skála ugyanolyan jól teljesít, mint egy többtételes skála.
Különösen nagyszabású vizsgálatok esetén, ahol a kutatóknak nagy számú ügyféltől kell adatot gyűjteniük, az egytételes skálát gyakran előnyben részesítik, mivel ez csökkentheti a teljes kérdőívhibát (pl. válaszadási fáradtság, nem válaszolás, hibás kitöltés).
Egy érdekes, újabb megállapítás szerint, amikor ugyanazon vállalat ügyfeleit ismételten megkérdezték ugyanarról a szolgáltatásról, a válaszadók csak 50%-a adott azonos elégedettségi értékelést második alkalommal – még akkor is, ha a két felmérés között nem történt újabb szolgáltatási interakció.
A kutatás egy úgynevezett „regresszió az átlaghoz” (regression to the mean) hatást mutatott ki az ügyfél-elégedettségi válaszokban. Ez azt jelenti, hogy azok a válaszadók, akik az első felmérésben aránytalanul alacsony pontszámot adtak, a második körben hajlamosak voltak közelebb kerülni az átlaghoz, míg azok, akik túlzottan magas pontszámot adtak kezdetben, a második felmérésben alacsonyabb értékelést adtak – szintén közelebb az összesített átlaghoz.
Ha szeretnéd, segíthetek összefoglalni vagy grafikonon ábrázolni ezt a jelenséget is!

## Módszertanok
Az American Customer Satisfaction Index (ACSI) a fogyasztói elégedettség tudományos mérési szabványa.
Több tudományos kutatás kimutatta, hogy az országos ACSI-pontszám jó indikátora az országos bruttó hazai termék (GDP) növekedésének, sőt még ennél is jobb indikátora a személyes fogyasztási kiadások (PCE) növekedésének.
Mikroszinten, azaz vállalati szinten az ACSI-adatok szoros kapcsolatban állnak a cégek pénzügyi teljesítményével, például:
- megtérülési rátával (ROI),
- eladásokkal,
- hosszú távú vállalati értékkel (Tobin's q),
- készpénzáramlással és annak volatilitásával,
- humán tőke teljesítményével,
- portfólióhozamokkal,
- hitelfinanszírozással,
- pénzügyi kockázattal és
- fogyasztói költéssel is.

A növekvő ACSI-pontszámok nagyobb fogyasztói lojalitást, pozitív szájreklámot és vásárlási hajlandóságot jósolnak.
Az ACSI évente méri a fogyasztói elégedettséget több mint 200 vállalat esetében, 43 iparágban és 10 gazdasági szektorban. A negyedéves jelentések mellett az ACSI módszertana alkalmazható magánszektorban és állami szervezeteknél is, hogy elősegítse az ügyfélhűség és vásárlási szándék növelését.
A Kano-modell a termékfejlesztés és a vevői elégedettség elmélete, amelyet Noriaki Kano professzor dolgozott ki az 1980-as években, amely öt kategóriába sorolja a vásárlói preferenciákat: vonzó, egydimenziós, kötelező, közömbös, fordított. A Kano-modell némi betekintést nyújt az ügyfelek számára fontosnak tartott terméktulajdonságokba.
A SERVQUAL vagy a RATER egy szolgáltatás-minőségi keretrendszer, amelyet beépítettek az ügyfél-elégedettségi felmérésekbe (pl. a felülvizsgált Norvég Ügyfél-elégedettségi Barométer ), hogy jelezzék az ügyfelek elvárásai és tapasztalatai közötti különbséget.
A JD Power and Associates a vásárlói elégedettség egy másik mérőszáma, amely a top-box megközelítéséről és az autóipari rangsoráról ismert. A JD Power and Associates marketingkutatása elsősorban fogyasztói felmérésekből áll, és termékdíjai értékéről ismert.
Más kutató és tanácsadó cégek is rendelkeznek ügyfél-elégedettségi megoldásokkal. Ezek közé tartozik az AT Kearney Customer Satisfaction Audit folyamata, amely magában foglalja a Stages of Excellence keretrendszert, és segít meghatározni a vállalat státuszát nyolc kritikusan azonosított dimenzióval szemben.
A Net Promoter Score (NPS) a vásárlói elégedettség mérésére is szolgál. A 0-tól 10-ig terjedő skálán ez a pontszám azt méri, hogy az ügyfelek mennyire hajlandóak másoknak ajánlani egy céget. A tudományos szempontból számos kritika ellenére az NPS-t széles körben használják a gyakorlatban. Népszerűségét és széleskörű használatát egyszerűségének és nyíltan elérhető módszertanának tulajdonították.
A B2B (vállalatközi) ügyfél-elégedettségi felmérések esetében, ahol az ügyfélkör jellemzően kicsi, különösen fontos a magas válaszadási arány.
Az American Customer Satisfaction Index (2012) szerint a papíralapú felmérések válaszadási aránya körülbelül 10% volt, míg az elektronikus felméréseké (webes, WAP-os és e-mailes) átlagosan 5% és 15% között mozgott – ami legfeljebb pillanatfelvételt ad az ügyfelek véleményéről.
Az Európai Unió tagállamaiban az e-közigazgatási szolgáltatások hatásának és elégedettségének mérésére számos módszert alkalmaznak, amelyeket az eGovMoNet projekt igyekezett összehasonlítani és harmonizálni. 
Ezeket az ügyfél-elégedettségi módszereket a Marketing Accountability Standards Board nem vizsgálta független módon az MMAP (Marketing Metric Audit Protocol) szerint.
Számos működési stratégia létezik a vevői elégedettség javítására, de a legalapvetőbb szinten meg kell érteni az ügyfelek elvárásait.
A közelmúltban egyre nagyobb érdeklődés mutatkozott a vásárlói elégedettség előrejelzése iránt big data és gépi tanulási módszerekkel (amelyek a viselkedési és demográfiai jellemzők előrejelzők), hogy célzott megelőző intézkedéseket tegyenek a lemorzsolódás, a panaszok és az elégedetlenség elkerülése érdekében. 

## Elterjedtség
Egy 2008-as felmérés szerint a kínai fogyasztóknak mindössze 3,5%-a volt elégedett az online vásárlási élményével. Az Arizona State University 2020-as felmérése szerint az Egyesült Államokban romlik az ügyfelek elégedettsége. A felmérésben résztvevők nagyjából kétharmada számolt be arról, hogy "dühöt" érez a fogyasztói élményei miatt. A fogyasztói elégedettség több évtizedes csökkenése volt megfigyelhető az 1970-es évek óta. A válaszadók többsége úgy vélte, hogy a vállalkozások nem foglalkoztak kellőképpen ügyfélszolgálati panaszaikkal. Egy 2022-es jelentés megállapította, hogy a fogyasztói élmények jelentősen visszaestek az Egyesült Államokban a COVID-19 világjárvány kezdete óta eltelt  években. Az Egyesült Királyságban 2022-ben rekord magas volt az ügyfélszolgálati panaszok száma a létszámhiány és a COVID-járványhoz kapcsolódó ellátási válság miatt. 

## Fordítás
Ez a szócikk részben vagy egészben  a   Customer satisfaction című angol Wikipédia-szócikk ezen változatának fordításán alapul.  Az eredeti cikk szerkesztőit annak laptörténete sorolja fel. Ez a jelzés csupán a megfogalmazás eredetét és a szerzői jogokat jelzi, nem szolgál a cikkben szereplő információk forrásmegjelöléseként.